# Ludvig 15. af Frankrig
Ludvig 15.  (fransk: Louis XV) (15. februar 1710 – 10. maj 1774) var konge af Frankrig fra 1715 til 1774.

## Biografi
Ludvig var søn af hertugen af Burgund (død 1712) og oldebarn af Ludvig 14. Han blev allerede konge i 1715, da han var fem år gammel. Han regerede formelt i 59 år. Indtil 1723 styrede Ludvig 14.s brodersøn, hertug Filip af Orléans; derpå var hertugen af Bourbon førsteminister. Kongens lærer, kardinal Fleury, blev førsteminister i 1726 og var landets egentlige regent til sin død i 1743. Han genrejste Frankrig, men da Ludvig overtog styret, førte hans manglende engagement til tilbagegang for landet, der også svækkedes af en række opslidende krige:
- Polske Tronfølgekrig 1733-1735 gav indirekte Frankrig Lorraine
- Østrigske Arvefølgekrig 1740-1748 gav intet udbytte for landet
- I kolonikrige mod Storbritannien 1755-1763 mistedes Canada og Louisianaterritoriet og indflydelse i Indien
- Preussiske Syvårskrig 1756-1763

Ludvig 15.s regering må som helhed kaldes en forfaldstid, hvorimod kulturlivet fortsatte sin blomstring gennem oplysningstiden. Han er blevet betegnet som blottet for pligtfølelse og medmenneskelig sympati, mest optaget af skandalehistorier og sine elskerinder, hvoraf de mest kendte er Madame de Pompadour og Madame du Barry. Kritikken af hans passivitet er formentlig overdrevet, men det står fast, at han svigtede, hver gang reformer var påkrævet. Hans styre var med til at bane vejen for den Franske Revolution.